# Une vie de boy
Une vie de boy est un roman de l'écrivain camerounais Ferdinand Oyono, paru en 1956.

## Résumé
Joseph Toundi, boy instruit, travaille chez un fonctionnaire colonial français au Cameroun. À travers son regard, l'auteur passe au crible de sa critique les rapports entre Français et Africains à la fin de l'époque coloniale.

## Évolution de l'intrigue
- Passage à tabac infligé par son père
- Refuge chez le Père Gilbert
- Mort de Père Gilbert
- Père Vandemayer
- Nouveau maître : le commandant
- Arrivée de Suzy
- Accusation de Toundi
- Arrestation de Toundi
- Mort de Toundi

## Étude thématique

### Thème principal
La ségrégation raciale : les Blancs se considéraient comme supérieur aux Noirs. Cela se voyait par la séparation des quartiers (quartiers blancs et quartiers noirs) et aussi dans le domaine spirituel (illustration pages 53–54).

### Thèmes secondaires
La violence se manifeste surtout dans les prisons. Les Noirs étaient maltraités par les Blancs sur leur propre terre. Ils n'avaient aucun traitement de faveur alors qu'ils prônent l'amour du prochain. Le régisseur de prison faisait battre les noirs soupçonnés à tort d'avoir commis un crime de vol.
L'infidélité : Dans le roman, l'infidélité régnait au sein des blancs. Nous pouvons prendre comme exemple la femme du commandant qui le trompait avec le régisseur de prison (illustration pages 101–102).
La religion et la croyance : Ils étaient de religion chrétienne, croyaient en Dieu, assistaient à la messe tous les dimanches.
La solidarité : Les Noirs étaient solidaire entre eux. Cela se remarque pendant l'arrestation de Toundi avec les multiples visites qu'il a eues (illustration pages 174–176).

## Éditions
- Paris, Julliard, coll. « Les lettres nouvelles », 1956.
- Paris, Presses pocket, coll. « Presse pocket » (no 791), série « Mondes mystérieux », 1970 ; réimpression 1993  (ISBN 2-266-02583-X).
- Vanves, Éditions classiques d'expression française (EDICEF), coll. « Littérafrique : lecture suivie et dirigée », 2013  (ISBN 978-2-7531-0358-0).